# 고원쥐
고원쥐(Peromyscus melanophrys)는 비단털쥐과에 속하는 설치류의 일종이다. 멕시코에서만 발견된다. 사막과 암반 지역(내륙 절벽과 산 정상)에서 서식한다.

## 특징
꼬리 길이 13~15.5cm를 제외한 몸길이가 10.6~12.3cm인 설치류로 평균 몸무게가 38g이다. 뒷발 길이는 2.5~2.9cm이고 귀 길이는 2.2~2.5cm이다. 털은 짧고 부드럽다. 등 쪽 털은 회색빛을 띠는 반면에 옆구리 쪽으로 갈수록 좀더 황토색을 띠고 배 쪽은 희다.

## 분포 및 서식지
멕시코 중부와 남부의 구릉 지대와 산악 지역에서 발견된다. 나무 또는 관목이 산재해 있는 해발 100m와 2,600m 사이의 준사막 암반 지대에서 서식한다.